# Southern Cross (hajó)
A Southern Cross (eredeti nevén Pollux) egy 1886-ban gyártott bark típusú, gőzgéppel felszerelt, háromárbócos, eredetileg bálnavadászat céljára épített vitorláshajó volt, amely később a Carsten Borchgrevink által szervezett brit antarktiszi expedíció, közkeletű nevén a Southern Cross-expedíció (1898–1900) expedíciós hajójaként vált ismertté.
A hajót később fókavadászatra használták, melynek során a Szent Lőrinc-öbölben folytatott fókavadász útról, Új-Fundland felé hazatérőben, 174 emberrel a fedélzetén, 1914. március 31-én viharba került és elsüllyedt. Ugyanebben a viharban lelte halálát a Newfoundland fókavadászhajó legénységének 78 tagja is. A két hajó legénységének kollektív tragédiája az 1914-es új-fundlandi fókavadász katasztrófa néven került be a köztudatba.

## A hajó építése és átépítése
A hajót 1886-ban építették a norvégiai Arendalban, Ole Martin Olsen hajóépítő műhelyében, az elismert hajógyáros, Colin Archer tervei alapján. Archer tervezte és építette Fridtjof Nansen híres hajóját, a Framot is, amely sértetlenül érkezett vissza Nansen 1893 és 1896 közötti északi-sarki expedíciójáról, melynek során hosszú hónapokon keresztül jégbe fagyva sodródott.
Az eredetileg Pollux névre keresztelt hajó egy háromárbócos, kétfedélzetes, 44,6 méter hosszú, 9,4 méter széles, 5,5 méter merülésű, 334 bruttó regisztertonnás, bark típusú vitorlás volt.
A hajót Sir George Newnes lap- és könyvkiadó támogatásával Carsten Egeberg Borchgrevink (1864-1934) norvég-angol származású sarkkutató vásárolta meg 1897-ben, tervezett déli-sarki expedíciója céljára. A Polluxot Borchgrevink Southern Cross (magyarul: Dél Keresztje) névre keresztelte át, majd Larvikban, Archer műhelyében azt Borchgrevink igényeinek megfelelően felkészítették az antarktiszi útra. A hajót egy I. and A. Jensen gyártmányú, közvetlen hajtású, háromhengeres, háromszoros expanziójú, 360 lóerős gőzgéppel és kazánnal látták el. A kétszárnyú hajócsavart a jégben való manőverezés közben a fedélzetre lehetett emelni.

## A Southern Cross-expedíció (1898-1900)
A Southern Cross 1898. augusztus 23-án futott ki Londonból, miután a yorki herceg (a későbbi V. György király) meglátogatta a hajót és egy brit birodalmi lobogót ajándékozott Borchgrevinknek. A hajó kapitányának Borchgrevink Bernard Jensent nevezte ki, aki Borchgrevinkkel együtt korábban részt vett Henryk Bull Antarctica-expedícióján (1893–1895) és komoly tapasztalattal rendelkezett a sarkvidéki hajózás területén. A tasmániai Horbartban feltöltötték a készleteket, majd Antarktisz felé hajózva 1899. január 23-án átlépték a déli sarkkört. A zajló jégen keresztültörve végül 1899. február 17-én a Southern Cross lehorgonyzott az Adare-foknál. A parton két, előre gyártott elemekből készült kunyhót építettek: egy személyzeti szállást és egy raktárhelyiséget. Ezek voltak az ember által alkotott első építmények az antarktiszi szárazföldön. Miután 1899. március 2-án befejezték a téli szállás kialakítását, Borchgrevink – anyja tiszteletére – „Camp Ridley” névre keresztelte a tábort. A Southern Cross még aznap elhajózott Ausztrália felé.

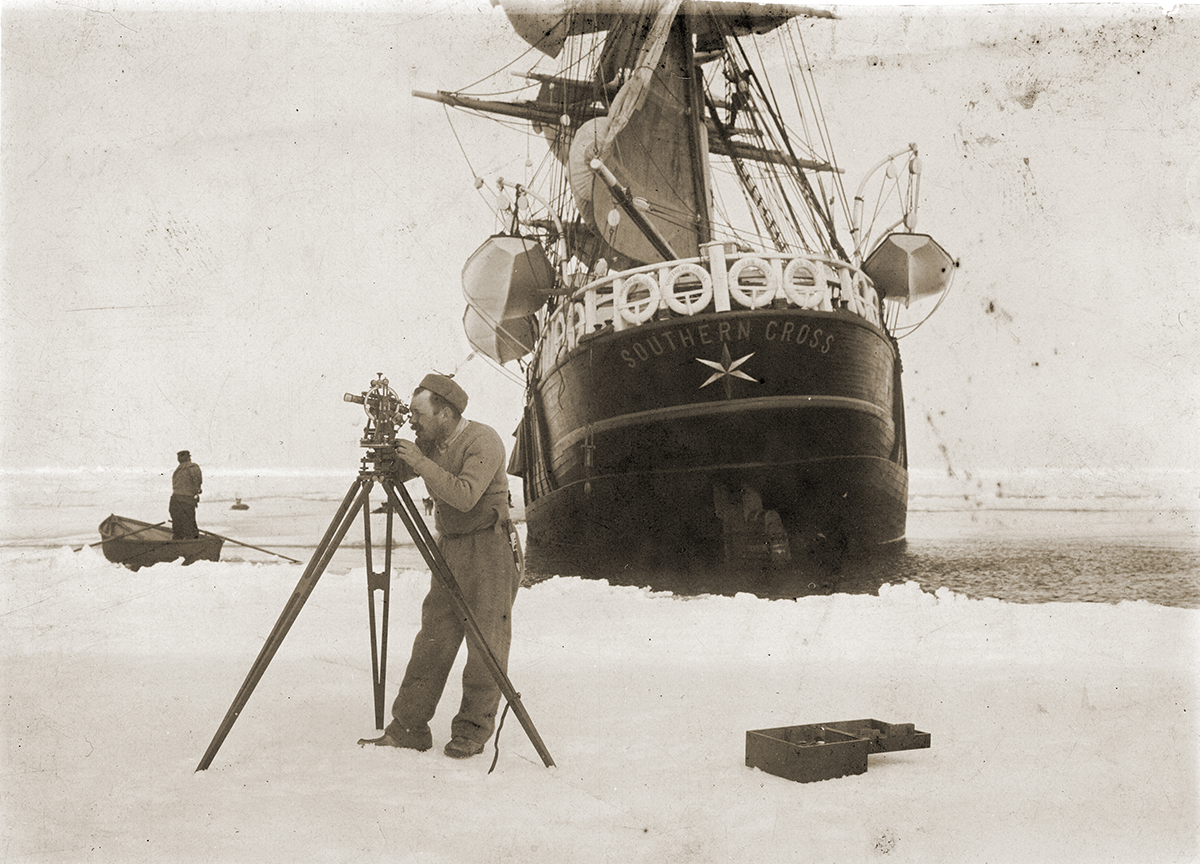
Borchgrevink munka közben (háttérben a Southern Cross)

Az expedíció tízfős parti csapata – elsőként a történelem során – az egész telet az Antarktisz szárazföldjén töltötte. Ennek során számos meteorológiai mérést végeztek, felderítették és feltérképezték az Adare-félszigetet és a Robertson-öböl térségét, valamint kőzetmintákat, állat- és növénypéldányokat gyűjtöttek. A tél során Nicolai Hanson, a csapat zoológusa megbetegedett és miután nem reagált a kezelésekre, 1899. október 14-én elhunyt. Hamvait a tábor közelében temették el. Hanson volt az első ember, akit az antarktiszi kontinensen temettek el. Sírja még ma is áll és – Borchgrevink kunyhóival együtt – az Antarktisz különösen védett történelmi helyei és emlékművei közé tartozik.
1900. január 28-án a Southern Cross visszatért az Adare-fokra, majd február 2-án elhagyta az Adare-fok térségét. Az út során – többek között – elhajóztak a Ross-szigetre, hogy megfigyeljék a Mount Erebus vulkánt és partra szálltak a Crozier-foknál, a Mount Terror hegy lábánál. Ezután James Clark Ross hatvan évvel korábbi útvonalát követve kelet felé haladtak a Ross-selfjég mellett, ahol Ross óta senki sem járt. A selfjég szélén egy keskeny öbölben, későbbi nevén a „Bálnák-öblében” 1900. február 16-án Borchgrevink két társával – elsőként – partra szállt a selfjégen és 16 kilométert (10 mérföldet) haladt dél felé, mellyel új rekordot állítottak fel a 78°50' déli szélesség elérésével. Tíz évvel később, ugyanazon a helyen hozta létre Amundsen a „Framheim” alaptábort, ahonnan végül meghódította a Déli-sarkot. Az expedíciós csapat ezt követően hazafelé vette az irányt, és 1900. április 1-én kikötöttek Új-Zélandon.

## Az új-fundlandi fókavadász katasztrófa (1914)
A Southern Crosst az expedíciót követően a glasgow-i Daniel Murray vásárolta meg, aki azt Baine Johnstonnak, és az új-fundlandi Greenock and St. John's Company-nek az éves fókavadászatokhoz bérbe adta. A hajó ezt követően az új-fundlandi fókavadász flotta kötelékében teljesített szolgálatot.
Az Új-Fundland és Labrador központtal folytatott fókavadászat veszélyessége már korábban is sok áldozatot követelt; 1906 és 1914 között öt fókavadász hajó süllyedt el. 1914. március 31-én azonban az új-fundlandi fókavadász flotta két hajója, a Newfoundland és a Southern Cross egymástól függetlenül, de egy időben bekövetkezett szerencsétlensége folytán minden idők legnagyobb fókavadász katasztrófája következett be, melynek során összesen 251 ember vesztette életét.

### A Newfoundland katasztrófája

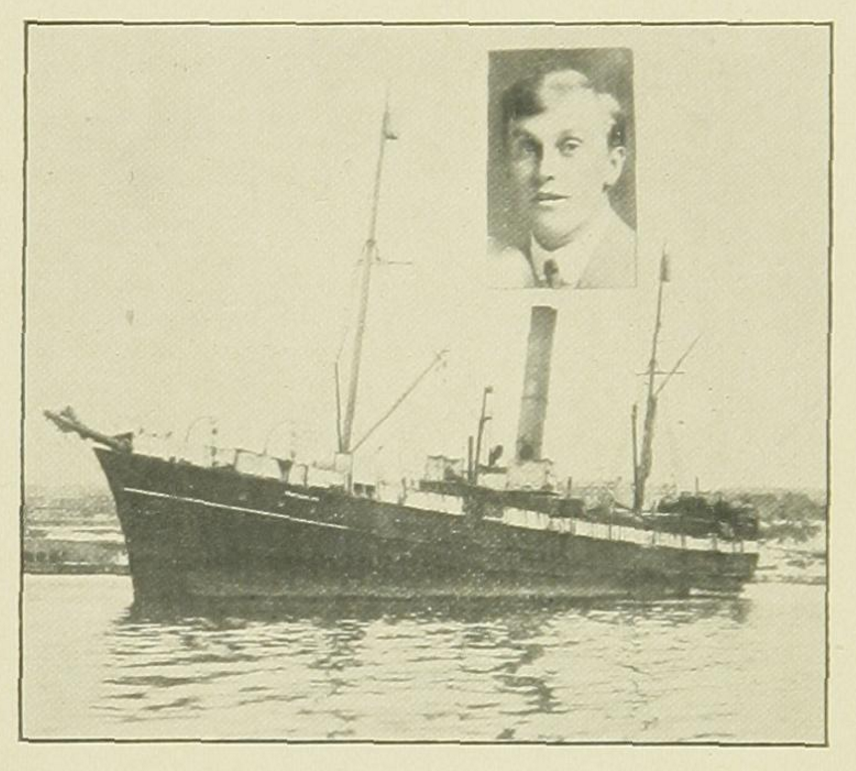
A Newfoundland és Westbury Kean

Bár a Newfoundland katasztrófája kevesebb emberáldozatot követelt, mint a Southern Cross tragédiája, sokkoló részletei mégis hevesebb és érzelmesebb reakciót váltottak ki a közvélemény részéről.

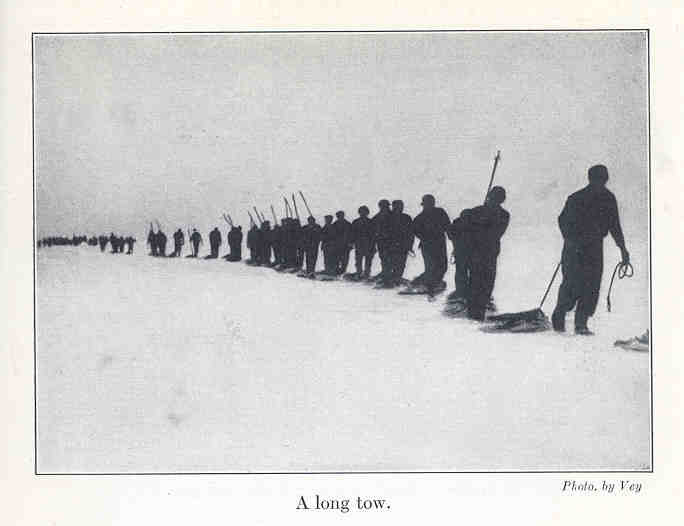
Fókavadászok a jégen

A Newfoundland kapitányát, Westbury Keant, apja, a veterán fókavadász, Abraham Kean kísérte az éves fókavadászatra, aki a Stephano nevű acéltestű gőzös kapitánya volt. Bár a két hajó egymással versengő társaságok tulajdonában állt a két férfi megállapodott, hogy jelzi, ha fókákat fedez fel a láthatáron. A Stephano mélyen behatolt a jégmezőbe, ahol nagyobb fókaállományt talált. Mivel a Newfoundland egy gyengébb és kevésbé manőverezhető fából készült hajó volt, nagyjából 10 kilométerre a másik hajótól elakadt a jégben. Másnap reggel, 1914. március 31-én Westbury Kean elrendelte, hogy 166 embere a jégen gyalogoljon a Stephanohoz, azt gondolva, hogy a napi vadászatot követően az emberek apja hajóján töltik az éjszakát. A vihar közeledtét látva 34 férfi visszafordult a hajóhoz, azonban 132-en tovább folytatva útjukat, elérték a Stephanot. A hajón Abraham Kean ebédet és teát adott az érkezőknek, azonban később arra utasította őket, hogy a hajót hagyják el és a vadászatot követően térjenek vissza a Newfoundlandra. Ezt követően elhajózott dél felé, hogy saját embereit felvegye.
A csoport vezetője, George Tuff később, a vihar erősödésével utasította az embereket, hogy hagyják abba a vadászatot és induljanak el saját hajójuk felé. Sötétedésig folytatták útjukat a térdig érő hófúvásokon és összetöredezett jégtáblákon keresztül, azonban a hajó nem tűnt fel a láthatáron. Ekkor megkíséreltek éjjeli menedéket építeni, azonban ez hatástalannak bizonyult a hóviharral és az alacsony hőmérséklettel szemben. Sok ember már reggelre megfagyott vagy vízbe fulladt, másoknak a végtagjaik fagytak el. A csoport a következő napot és éjszakát is a sodródó jégtáblákon töltötte, miközben hasztalan próbálták megtalálni a hajót. Eközben a két kapitány úgy gondolta, hogy a fókavadászok biztonságban vannak a másik hajón. A két hajó közötti kommunikáció lehetetlen volt, mivel a Newfoundlandon nem volt vezeték nélküli távíró, azt a hajó tulajdonosa, az A. J. Harvey and Company takarékossági okokból eltávolíttatta.
Westbury Kean csak április 2-án vette észre távcsövén keresztül, hogy férfiak másznak a jégen. Mivel nem tudott a segítségükre sietni, vészjelzést adott a flotta többi hajójának. Hamarosan a Bellaventure hajó legénysége sietett a túlélők segítségére. A mentésben részt vett a Stephano és a Florizel hajó is. A jégen elhunyt 77 emberből csak 69-nek a holttestét találták meg, a többi nyolc valószínűleg vízbe esett. A túlélőket a St. John’s-i kórházba szállították, ahol egy további ember szintén meghalt a jégen átélt megpróbáltatások következtében.

### A Southern Cross eltűnése

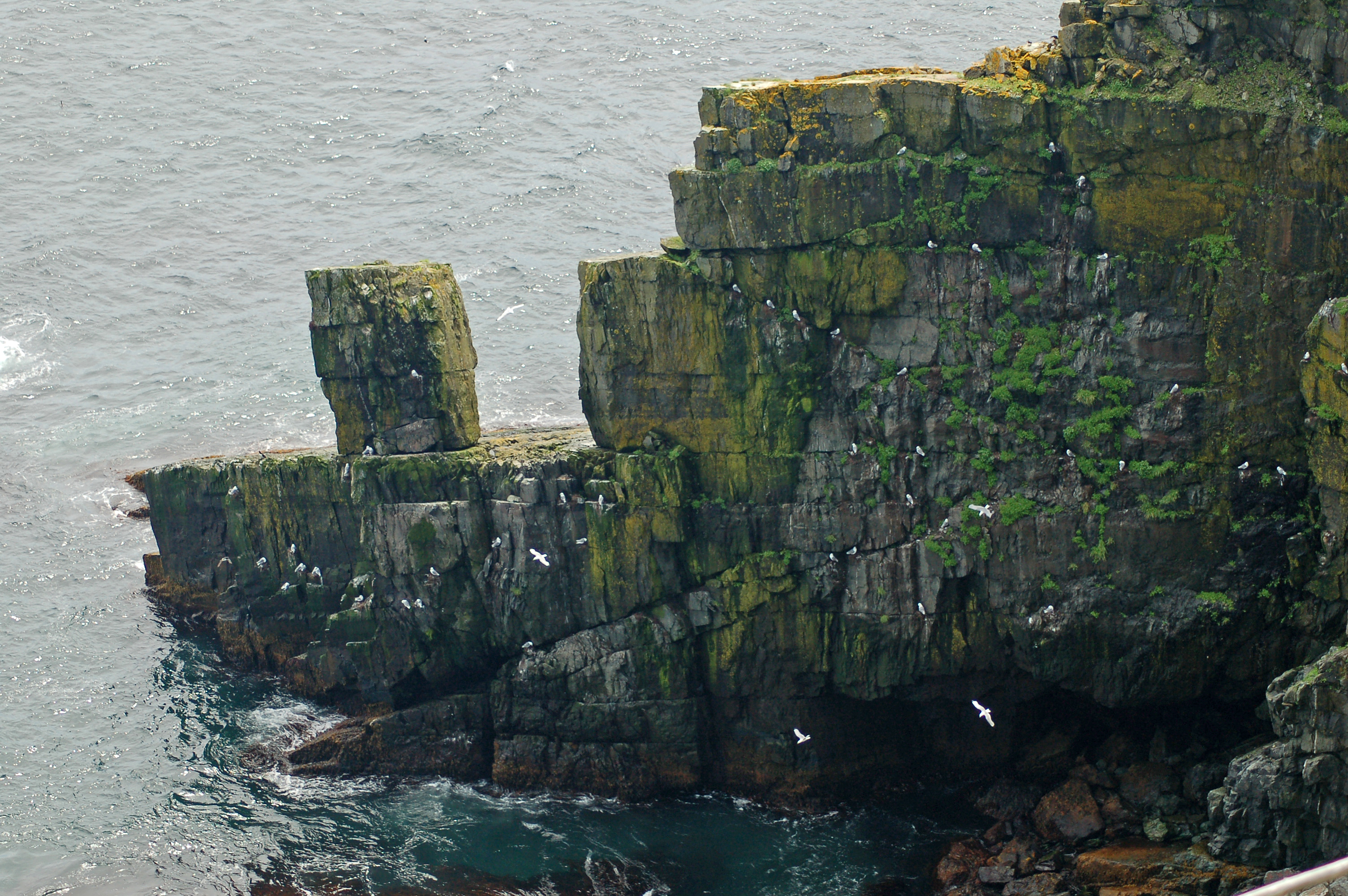
Cape Pine sziklái

Miközben a Newfoundland fókavadászai a jégtáblákon küzdöttek az életükért, a Southern Cross, George Clarke kapitány irányítása alatt, a Szent Lőrinc-öbölben folytatott fókavadász útról, 174 emberrel a fedélzetén hazafelé tartott Új-Fundland felé. 1914. március 31-én a Portia gőzhajó a Pine-foknál, az Avalon-félsziget déli partja mentén elhaladt a Southern Cross mellett. A Portia a St. Mary-öböl felé vette az irányt, hogy bevárja az egyre erősödő hóvihar elvonulását, azonban a Southern Cross nehéz szállítmányával – úgy tűnt, hogy – a Race-fok felé haladt tovább. Ezt követően hajót és legénységét nem látták többet. Mivel a hajó vezetéknélküli távíróval nem volt felszerelve, lehetetlen volt felvenni vele a kapcsolatot.
A korabeli feltételezések szerint a hajó a biztonságos merülési szintnél jobban túl volt terhelve és a viharban a nehéz szállítmány hirtelen elcsúszása felborította a hajót. A tragédiában a közvélekedés szerint közrejátszhatott, hogy a vadászatból elsőként visszaérkező hajó legénysége külön elismerésben és díjazásban részesült, ezért a kapitány megkísérelt áthatolni a hóviharon. Bármi is vezetett a Southern Cross elsüllyedéséhez, az kétségtelenül megállapítható, hogy Új-Fundland és Labrador fókavadászatának történetében nem volt olyan tragédia, amely több emberéletet követelt volna.

### A katasztrófa következményei
Új-Fundland és Labrador kormányzata 1915-ben vizsgálóbizottságot hozott létre a tragédia okainak kivizsgálására. A bizottság megállapításai alapján kötelezővé tették a fókavadászhajók vezetéknélküli távközlési eszközzel, barométerrel, hőmérővel és vészjelző fényjelzéssel való felszerelését, és kimondásra került, hogy a legénység által elszenvedett sérülésekért és halálesetekért a hajó tulajdonosát terheli a felelősség. Később törvénybe iktatták, hogy a legénység sötétedés után nem tartózkodhat a jégen, maximálták a szállítható fókabőrök mértékét és a megengedett maximális merülést jelző jelöléssel látták el a hajók oldalát.